# Wahlkreis Mittelsachsen 3
Der Wahlkreis Mittelsachsen 3 (Wahlkreis 19) ist ein Landtagswahlkreis in Sachsen. Er umfasst die Städte Burgstädt, Lunzenau, Mittweida, Penig, Rochlitz und die Gemeinden Altmittweida, Claußnitz, Erlau, Hartmannsdorf, Königsfeld, Königshain-Wiederau, Lichtenau, Mühlau, Rossau, Seelitz, Taura, Wechselburg, Zettlitz im Landkreis Mittelsachsen.

## Wahl 2024
Die Landtagswahl 2024 führte zu folgendem Ergebnis:
| Direktkandidat   | Partei              | Erststimmen in % | Zweitstimmen in % |
| ---------------- | ------------------- | ---------------- | ----------------- |
| Thomas Schmidt   | CDU                 | 40,2             | 33,8              |
| Holger Zielinski | AfD                 | 38,2             | 31,9              |
| Katja Reichel    | Die Linke           | 5,8              | 2,8               |
| Wolfram Günther  | GRÜNE               | 2,3              | 2,3               |
| Mario Lorenz     | SPD                 | 4,9              | 6,0               |
| Nikita Soldatov  | FDP                 | 1,0              | 0,7               |
| Nico Geisler     | Freie Wähler        | 6,4              | 2,8               |
| –                | Die Partei          | –                | 0,6               |
| –                | Piraten             | –                | 0,2               |
| –                | ÖDP                 | –                | 0,1               |
| –                | BüSo                | –                | 0,1               |
| –                | Tierschutz hier!    | –                | 0,9               |
| –                | dieBasis            | –                | 0,1               |
| –                | Bündnis C           | –                | 0,2               |
| –                | Bündnis Deutschland | –                | 0,4               |
| –                | BSW                 | –                | 14,0              |
| Orest Meyer      | Freie Sachsen       | 1,1              | 2,9               |
| –                | V-Partei3           | –                | 0,1               |
| –                | WU                  | –                | 0,2               |